# Кучеров (хутор)
Кучеров — хутор в Беловском районе Курской области. Входит в Кондратовский сельсовет.

## География
Хутор находится на реке Забужевка, в 97 км к юго-западу от Курска, в 22,5 км к юго-западу от районного центра — Белая, в 8 км от центра сельсовета — Озерки.
Улицы
В хуторе улицы: Музулевка, Парк, Сад, Садовая, Техникум, Хмельная, Хутор.
Климат
Кучеров, как и весь район, расположен в поясе умеренно континентального климата с тёплым летом и относительно тёплой зимой (Dfb в классификации Кёппена).

## Население
| 2002 | 2010 |
| ---- | ---- |
| 430  | ↘176 |

## Инфраструктура
Личное подсобное хозяйство. Техникум.

## Транспорт
Кучеров находится в 13,5 км от автодороги регионального значения 38К-028 (Обоянь — Суджа), в 15 км от 38К-029 (38К-028 — Белая), в 2,5 км от автодороги межмуниципального значения 38Н-598 (Гирьи — Кондратовка — граница с Белгородской областью), на автодороге 38Н-602 (38Н-598 — Кучеров), в 14,5 км от ближайшей ж/д станции Псёл (линия Льгов I — Подкосылев). Остановка общественного транспорта.
В 92,5 км от аэропорта имени В. Г. Шухова (недалеко от Белгорода).

## Известные уроженцы и жители
- Константин Павлович Арнольди (1842—1917) — землевладелец, специалист по сельскому хозяйству, учредил низшую сельскохозяйственную школу 1-го разряда им. кн. А. И. Васильчикова[8].

## Достопримечательности
- Усадьба К. П. Арнольди (XIX в.)[9]
- Памятник Константину Павловичу Арнольди
- Братская могила